# Kaukvere
Kaukvere är en by (estniska: küla) i Vinni kommun i landskapet Lääne-Virumaa i nordöstra Estland. Byn ligger vid ån Kaukvere jõgi, öster om Riksväg 88, vid gränsen mot landskapet Ida-Virumaa.
I kyrkligt hänseende hör byn till Viru-Jaakobi församling inom den Estniska evangelisk-lutherska kyrkan.
Vid folkräkningen 2011 räknades byn som obebodd.